# Монастырисский район
Монастыри́сский райо́н (укр. Монастири́ський райо́н) — упразднённая административная единица на юго-западе Тернопольской области Украины. Административный центр — город Монастыриска.

## География
Район граничил на севере с Подгаецким районом Тернопольской области, на юге — с Тлумачским районом Ивано-Франковской области, на западе — с Галичским и Тысменицким районами Ивано-Франковской области, на востоке — с Бучачским районом Тернопольской области.
Основные реки — Днестр, его левые притоки — Золотая Липа, Горожанка, Коропец.

## История
Район образован в 1940 году. 21 января 1959 года к Монастырисскому району был присоединён Коропецкий район. Упразднён 30 декабря 1962 года, восстановлен 8 декабря 1966 года.
В ходе административно-территориальной реформы в Украине, в 2020 году район снова был упразднён, его территория вошла в состав Чортковского района. На территории района были сформированы Коропецкая и Монастырисская территориальные общины.

## Демография
Население района составляло 26 445 человек (данные 2019 г.), в том числе в городских условиях проживало 8824 человека, в сельских — 17 621 человек.
В 1944—1946 годах с территории Польши в Монастырисский район прибыло много лемков, которые проживают в г. Монастыриска, селах Доброводы, Ковалевка, Криница, Новая Гута.

## Административное устройство
На момент упразднения район включал:
Количество советов:
- городских — 1
- поселковых — 1
- сельских — 30

Количество населённых пунктов:
- городов районного значения — 1
- посёлков городского типа — 1
- сёл — 46

### Населённые пункты
Список населённых пунктов района, упорядоченный по алфавиту, находится внизу страницы
| - Монастириский городской совет город Монастыриска - Коропецкий поселковый совет пгт Коропец село Светлое село Стыгла - Бертниковский сельский совет село Бертники - Велесневский сельский совет село Велеснев село Залесье - Вербковский сельский совет село Вербка село Диброва - Высокский сельский совет село Высокое - Вистрянский сельский совет село Вистря - Гончаровский сельский совет село Гончаровка - Горишнеслободский сельский совет село Горишняя Слободка село Новая Гута село Редколесье - Горожанский сельский совет село Горожанка село Саджевка - Горыглядовский сельский совет село Горигляды - Гранитненский сельский совет село Гранитное - Григоровский сельский совет село Григоров - Доброводовский сельский совет село Доброводы - Дубенковский сельский совет село Дубенка - Завадовский сельский совет село Завадовка село Коржова село Маркова | - Задаровский сельский совет село Задаров село Сеньков - Заставецкий сельский совет село Заставцы - Ковалёвский сельский совет село Ковалёвка - Комаровский сельский совет село Комаровка село Затишное - Красиевский сельский совет село Красиев - Криницкий сельский совет село Криница - Лазаревский сельский совет село Лазаревка село Низколизы - Лядский сельский совет село Лядское село Бобровники - Олешевский сельский совет село Олеша село Савелевка - Подлеснянский сельский совет село Подлесное - Садовский сельский совет село Садовое - Тростянецкий сельский совет село Тростянцы - Устье-Зеленский сельский совет село Устье-Зелёное село Лука село Межгорье - Чеховский сельский совет село Чехов - Швейковский сельский совет село Швейков - Яргоровский сельский совет село Яргоров |

Ликвидировано:
- с. Теребиж в 1970-х

Объединены:
- с. Левентова и с. Ямное присоединены к с. Диброва 25.04.1988

Переименованы:
- с. Барвенково в Низколизы 20.04.1992 г.
- с. Дубенки в Дубенка 22.10.2008 г.
- с. Лесовое в Бертники 18.03.1991 г.
- с. Трудолюбовка в Швейков 18.03.1991 г.
- с. Червоное в Лядское 18.02.1992 г.